# Joe Bugel
Joe «Buges» Bugel (Pittsburgh, Pensilvania; 10 de marzo de 1940-28 de junio de 2020) fue en entrenador de fútbol americano estadounidense de línea ofensiva para los Washington Redskins siendo la segunda ocasión en la que estuvo con los Redskins.

## Trayectoria
Sus comienzos en el fútbol americano se remontan a 1964. De 1964 a 1968, fue entrenador de su alma mater, Western Kentucky; de 1969 a 1972 estuvo como entrenador de Navy Midshipmen; en 1973 estuvo en Iowa State y en 1974 en Ohio State.
Fue asistente de línea ofensiva para los Detroit Lions (1975-1976), los  Houston Oilers (1977-1980), Washington Redskins (1981-1989), Oakland Raiders (1995-1996), San Diego Chargers (1998-2001), y los Redskins de nuevo desde 2004.  Bugel es reconocido como uno de los más grandes entrenadores de línea ofensiva en la historia de la NFL. También fue entrenador en jefe de los Phoenix Cardinals (1990-1993) y los Oakland Raiders (1997), acumulando con estos dos equipos una marca de 24 victorias y 56 derrotas en cinco temporadas completas.
Lo que le dio a Bugel reconocimiento dentro de la NFL como entrenador fue la creación de "Los Cerdos", el apodo de la famosa línea ofensiva de los Washington Redskins a principios de los años 80s. El mismo acuñó el apodo durante los campamentos de entrenamiento en 1982 de Washington.
Su línea ofensiva también fue instrumental en la sorpresiva derrota de los San Diego Chargers y su poderosa ofensiva encabezada por Dan Fouts en 1979 en contra de los Houston Oilers. Trabajando sin el running back Earl Campbell, sin el quarterback Dan Pastorini ni el wide receiver Ken Burrough, la línea de Bugel, liderada por el tackle All-Pro Leon Gray,  ayudó a ganar ese juego de postemporada por 14-17.
Bugel y su esposa tuvieron tres hijas, Angie, Holly y Jennifer. El 21 de agosto de 2008, la hija de Bugel, Holly falleció a los treinta y seis años de edad de un cáncer.
Falleció a los ochenta años el 28 de junio de 2020.